# ENIAC

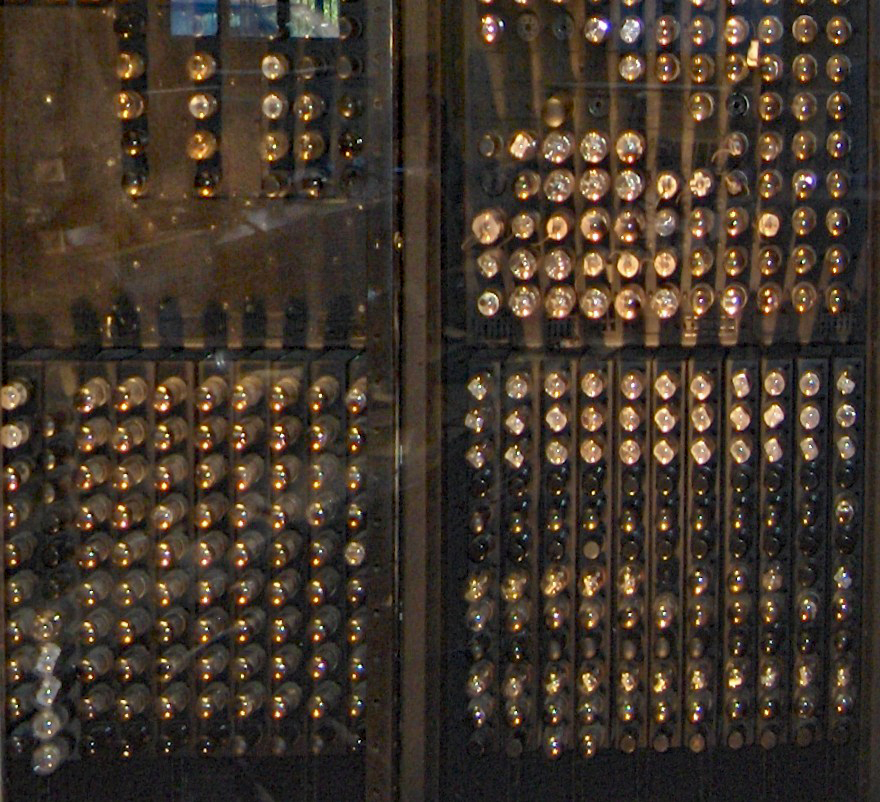
Detalle de la sección trasera de una parte del ENIAC, mostrando las válvulas termoiónicas encendidas.

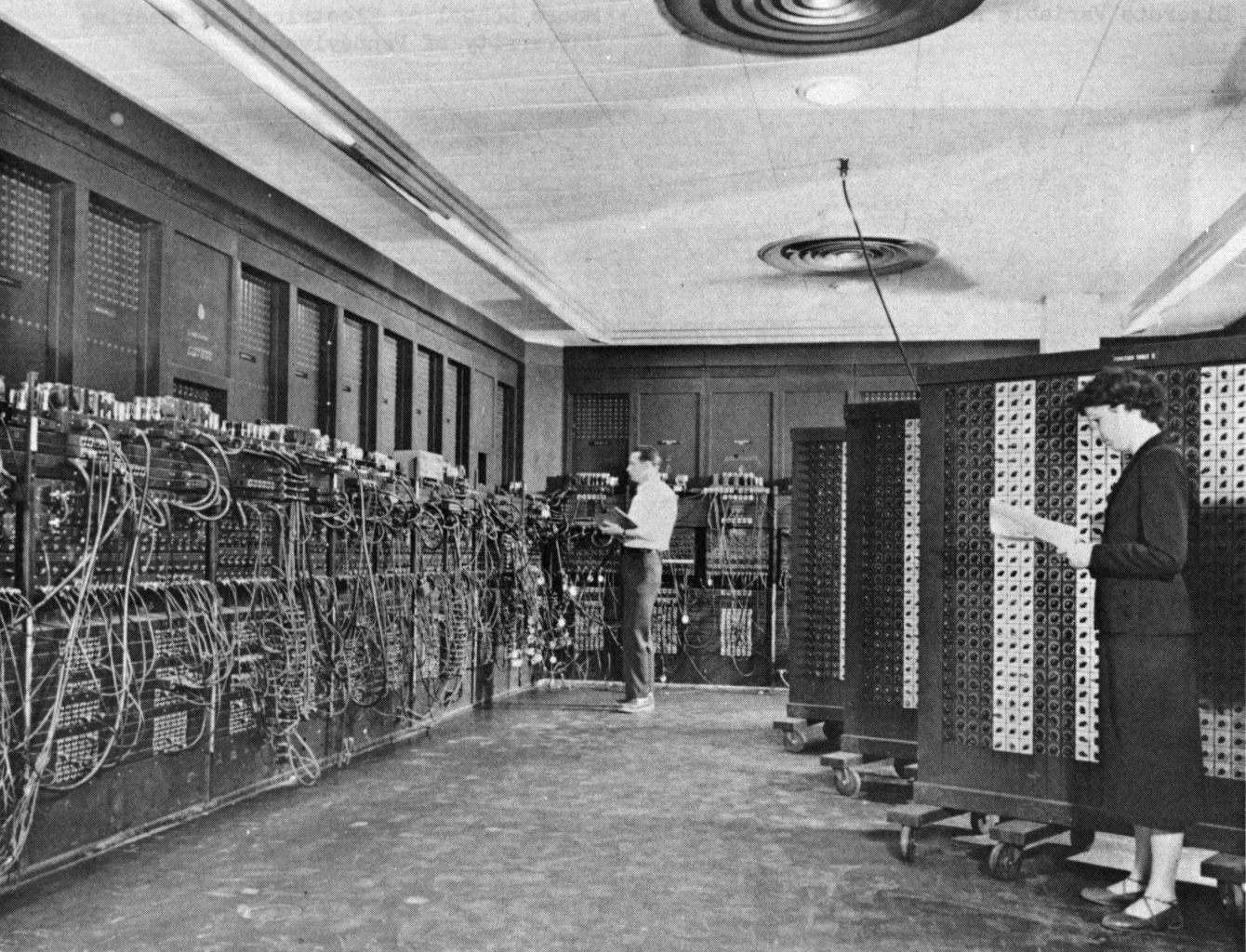

ENIAC, acrónimo de Electronic Numerical Integrator And Computer (Computador e Integrador Numérico Electrónico), fue una de las primeras computadoras de propósito general. Era Turing-completa, digital, y susceptible de ser reprogramada para resolver «una extensa clase de problemas numéricos». Fue inicialmente diseñada para calcular tablas de tiro de artillería destinadas al Laboratorio de Investigación Balística del Ejército de los Estados Unidos.
Estas tablas consistían en calcular el ángulo de inclinación, la relación entre el alcance de una arma y el tipo de proyectil usado, la carga del propulsor y en algunos casos las condiciones meteorológicas que influían en el uso de artillería. Al avanzar la innovación armamentística y el desarrollo de nuevas armas requería nuevas tablas, lo que ocupaba la resolución de una serie de ecuaciones diferenciales.
Los ingenieros John Presper Eckert y John William Mauchly fueron los que estuvieron a la cabeza del desarrollo, dedicándose Eckert al diseño del hardware y Mauchly al diseño conceptual. Diseñaron la computadora para calcular tablas balísticas, pero reconocieron que tenía el potencial de ser usado para la resolución de varios problemas. Incluso debido a que la máquina llegó a estar totalmente funcional después de que la Segunda Guerra Mundial acabara, fue usada para realizar cálculos relacionados al proyecto de la bomba de hidrógeno antes de 1946.
Así mismo, fueron seis mujeres las que se encargaron de programar la computadora: Betty Snyder Holberton, Betty Jean Jennings Bartik, Kathleen McNulty Mauchly Antonelli, Marlyn Wescoff Meltzer, Ruth Lichterman Teitelbaum y Frances Bilas Spence.

## Modalidades
En general, se la ha considerado como la primera computadora de propósito general, aunque este título pertenece en realidad a la computadora alemana Z1. Además está relacionada con el Colossus, que se usó para descifrar código alemán durante la Segunda Guerra Mundial y destruido tras su uso para evitar dejar pruebas, siendo restaurada para un museo británico. Era totalmente digital, es decir, que ejecutaba sus procesos y operaciones mediante instrucciones en lenguaje máquina, a diferencia de otras máquinas computadoras contemporáneas de procesos analógicos. Su primer puesta en marcha fue el 10 de diciembre de 1945 y se presentó al público el 14 de febrero de 1946. 
La ENIAC fue construida en la Universidad de Pensilvania por John Presper Eckert y John William Mauchly, ocupaba una superficie de 167 m² y operaba con un total de 17 468 válvulas electrónicas o tubos de vacío que a su vez permitían realizar cerca de 5000 sumas y 300 multiplicaciones por segundo. Físicamente, la ENIAC tenía 17 468 tubos de vacío, 7200 diodos de cristal, 1500 relés, 70 000 resistencias, 10 000 condensadores y cinco millones de soldaduras. ENIAC solo tenía la capacidad de memoria para leer aproximadamente 300 números, usando un lector de tarjetas perforadas de IBM como el dispositivo de entrada. Por otro lado, la secuencia de operaciones funcionaba conectando cables con tableros de conexión (plugboards) y contaba con circuitos lógicos, lo que la hacía diferente a lo ya existente en el mundo de la computación de su época. Pesaba 27 Toneladas, medía 2,4 m x 0,9 m x 30 m; utilizaba 1500 conmutadores electromagnéticos y relés; requería la operación manual de unos 6000 interruptores, y su programa o software, cuando requería modificaciones, demoraba semanas de instalación manual.
La ENIAC elevaba la temperatura del local a 50 °C. Para efectuar las diferentes operaciones, al principio era preciso cambiar, conectar y reconectar los cables como se hacía, en esa época, en las centrales telefónicas, de allí el concepto. Este trabajo podía demorar varios días dependiendo del cálculo a realizar, aunque al permitir que los diferentes elementos pudiesen operar en paralelo hacía que la máquina fuese extremadamente rápida. Tiempo después, sin embargo, fue modificada para convertirla en una máquina de programa almacenado, utilizando las tablas de constantes (los grandes armarios con ruedas llenos de interruptores) para almacenar el código. Aunque esto hizo que la velocidad de la máquina fuese menor, al tener que realizar todas sus operaciones de manera puramente secuencial, simplificó notablemente el trabajo de programación.
Uno de los mitos que rodea a este aparato es que la ciudad de Filadelfia, donde se encontraba instalada, sufría de apagones cuando la ENIAC entraba en funcionamiento, pues su consumo era de 160 kW.
A las 23:45 del 2 de octubre de 1955 la ENIAC fue desactivada para siempre.
El diseño y la construcción de ENIAC fueron financiados por el Ejército de los Estados Unidos,  Cuerpo de Artillería, Mando de Investigación y Desarrollo, dirigido por el general de División Gladeon M. Barnes. El coste total fue de unos 487.000 dólares. El contrato de construcción se firmó el 5 de junio de 1943; el trabajo en el ordenador comenzó en secreto en la Universidad de Pensilvania de la Escuela Moore de Ingeniería Eléctrica al mes siguiente, bajo el nombre en clave de "Proyecto PX", con John Grist Brainerd como investigador principal. Herman H. Goldstine persuadió al Ejército para que financiara el proyecto, que lo puso al frente para que lo supervisara en su nombre.

## Fiabilidad
ENIAC utilizaba válvulas termoiónicas de base octal, comunes en su época; los acumuladores decimales se hacían con válvulas 6SN7, mientras que las válvulas 6L7, 6SJ7, 6SA7 y 6AC7 se usaban para funciones lógicas. Numerosas válvulas 6L6 y 6V6 se usaron como guiadoras de impulsos entre los cables que conectaban cada rack del ENIAC.
Algunos expertos electrónicos predijeron que las válvulas se estropearían con tanta frecuencia que la máquina nunca llegaría a ser útil. Esta predicción llegó a ser parcialmente correcta: varias válvulas se fundían casi todos los días, dejando a ENIAC inoperante. Válvulas de fabricación especial para durar largas temporadas sin deteriorarse no estuvieron disponibles hasta 1948. La mayoría de estos fallos ocurrían durante los encendidos o apagados del ENIAC, cuando los filamentos de las válvulas y sus cátodos estaban bajo estrés térmico. Con la simple y costosa acción de nunca apagar ENIAC, los ingenieros redujeron los fallos de las válvulas a la aceptable cifra de una válvula cada dos días. De acuerdo con una entrevista en 1989 a Eckert, el fallo continuo de las válvulas es un mito: «Nos fallaba una válvula aproximadamente cada dos días y conseguíamos averiguar el problema en menos de 15 minutos». En 1954 el ENIAC operó sin fallos durante 116 horas (cerca de cinco días).

## Prestaciones
Calcular la trayectoria de proyectiles y realizar operaciones matemáticas.
- En 1,5 segundos era capaz de calcular la potencia 660.000 de un número de 10 cifras.
- ENIAC podía resolver 5000 sumas o 300 multiplicaciones en 1 segundo.

## Las programadoras de ENIAC
Si bien fueron los ingenieros de ENIAC, Mauchly y Eckert, los que pasaron a la historia, hubo seis mujeres que se ocuparon de programar la ENIAC, cuya historia ha sido silenciada a lo largo de los años y recuperada en las últimas décadas. Clasificadas entonces como «subprofesionales», posiblemente por una cuestión de género o para reducir los costos laborales, este equipo de programadoras destacaba por sus habilidades matemáticas y lógicas y trabajaron inventando la programación a medida que la realizaban.
En 1943, durante el transcurso de la Segunda Guerra Mundial, las calculistas y supervisoras directas eran básicamente mujeres. Esto se debe a que por un lado, la Segunda Guerra Mundial fue un momento clave de la historia en lo que al empleo de la mujer respecta, ya que los hombres estaban reclutados en el combate y fueron las mujeres quienes los sustituyeron en el ámbito laboral. Un ejemplo de ello son las nuevas organizaciones civiles y militares estadounidenses como la WAAC (Women’s Auxiliary Army, del ejército), WAVES (Women Accepted for Volunteer Emergency Service, de la Armada) y la AWVS (la American Women's Voluntary Services) que encaminaron a las mujeres hacia diversos empleos. La prensa enfatizó la importancia de las máquinas en la guerra e hizo un llamamiento a las mujeres con conocimientos mecánicos a ponerse al servicio de la industria y del gobierno bajo el lema «women wanted».
Por otro lado, las mujeres dedicadas a lo que hoy en día se considera programación, a diferencia del sector masculino, no aspiraban a un empleo profesional en niveles superiores sino que se conformaban con puestos de poco renombre en el mundo de la computación donde poder hacer uso de sus capacidades. Según Herman Goldstine (principal desarrollador del ENIAC) afirmó en una entrevista el 16 de noviembre de 1994, que fue el hecho de que las mujeres no aspirasen a mayores cargos lo que las convertía en el trabajador ideal. Los hombres que trabajaban en programación no lo veían como una meta sino como un trabajo momentáneo para conseguir ingresos de forma rápida. Los programadores aspiraban a un empleo más valorado y se dedicaban a competir entre ellos, de modo que no ponían tanto esfuerzo y dedicación en su trabajo como las mujeres para las cuales la programación constituía su única oportunidad laboral. En consecuencia, las mujeres eran más meticulosas y rápidas que los hombres en este trabajo y recibían un sueldo más modesto, por lo que su contratación suponía numerosas ventajas.
El  grupo de programadoras del ENIAC estaba conformado por: Betty Snyder Holberton, Jean Jennings Bartik, Kathleen McNulty Mauchly Antonelli, Marlyn Wescoff Meltzer, Ruth Lichterman Teitelbaum y Frances Bilas Spence, quienes prácticamente no aparecen en los libros de historia de la computación, aunque dedicaron largas jornadas a trabajar con la máquina, utilizada principalmente para cálculos de trayectoria balística y ecuaciones diferenciales, contribuyendo al desarrollo de la programación de computadoras.
Cuando, posteriormente, la ENIAC se convirtió en una máquina legendaria, sus ingenieros se hicieron famosos, mientras que nunca se le otorgó crédito alguno a estas seis mujeres que se ocuparon de la programación.
Aunque las mujeres empezaran a ocupar puestos relacionados con la ingeniería y la ciencia en la Segunda Guerra Mundial, las discriminación por género en el trabajo seguía estando presente. El reconocimiento recaía únicamente en los líderes varones y las fotografías publicitarias rara vez mostraban las contribuciones de las mujeres.
Muchos registros de fotos de la época muestran la ENIAC con mujeres de pie frente a ella. Hasta la década de 1980, se dijo incluso que ellas eran sólo modelos que posaban junto a la máquina («Refrigerator ladies»). Sin embargo, estas mujeres sentaron las bases para que la programación fuera sencilla y accesible para todos, crearon el primer set de rutinas, las primeras aplicaciones de software y las primeras clases en programación. Su trabajo modificó drásticamente la evolución de la programación entre las décadas del 40 y el 50.